# فرودگاهافو
فرودگاهافو (به انگلیسی: Ofu Airport) یک فرودگاه همگانی بهره‌برداری هوایی با کد یاتا OFU است که یک باند فرود بتن دارد و طول باند آن ۶۱۰ متر است. این فرودگاه در کشور ساموآی آمریکا قرار دارد و در ارتفاع ۳ متری از سطح دریا واقع شده‌است.